# Влада Османа Карабеговића
Влада Османа Карабеговића је била Извршно веће СР Босне и Херцеговине. Формирана је 1956. и трајала је до 1963. године. Ова Влада је наследила је Владу Авде Хума.

## Састав Владе
| Функција                     | Слика | Име и презиме      | Странка        | Детаљи                                |
| ---------------------------- | ----- | ------------------ | -------------- | ------------------------------------- |
| Председник Владе             |       | Осман Карабеговић  | СК Југославије |                                       |
| потпредседник                |       | Блажо Ђуричић      | СК Југославије | до 1962.                              |
| Потпредседник                |       | Хасан Бркић        | СК Југославије | од 1961.                              |
| Министри                     |       |                    |                |                                       |
| министар за економске односе |       | Хакија Поздерац    | СК Југославије | функцију је обављао од 1960. до 1962. |
|                              |       | Цвијетин Мијатовић | СК Југославије | члан владе је био до 1958.            |
|                              |       | Љубо Којо          | СК Југославије | члан је владе од 1962.                |